# Яблунів (зупинний пункт)
Я́блунів — пасажирський зупинний пункт Ужгородської дирекції Львівської залізниці.
Розташований у колишньому селі Яблунево Мукачівського району Закарпатської області (тепер підпорядковане селищу Воловець) між станцією Воловець та зупинним пунктом Занька.
За 1,6 км від зупинки в напрямку станції Воловець розміщується 45-метровий залізничний міст над річкою Вича.
Прямуючи до станції Вовчий, залізниця в'ється серпантином уздовж річки Вича. Поблизу колії проходить ґрунтова лісова дорога.